# 林爽文事件
林爽文事件（りんそうぶんじけん）とは、1787年に起きた林爽文の叔父の逮捕から始まる、台湾での大規模な抗清戦闘のことである。異民族の統治への反抗として発生した。

## 発端
事件は1787年に林爽文の叔父が清朝から台湾に派遣された官吏によって逮捕されたことに始まる。
林爽文は大軍を集めて挙兵し、台湾府知府の孫景燧を殺害し、更に戦線を拡大させて各地の官吏を襲撃する。林爽文の挙兵を受け、荘大田が決起し、争乱はさらに大規模で本格的なものへと発展した。

## 清軍との戦闘
満洲人の清王朝からは討伐軍（緑営、清王朝に臣服した漢人によって編成された部隊。）が送られるが、双方対峙し、決着に至らなかった。この対峙している期間、林爽文と荘大田が閩南の漳州の系統の人物であり、漳州人と泉州人との抗争が以前から生じていたため、相当な泉州人が殺害されたといわれている。また、客家系と閩南系の対立もあり、客家人も巻き込んでかなりの虐殺を行ったとされている。その後、清朝がまた大規模な討伐軍を送ったことにより、林爽文率いる反乱軍は徐々に敗色を呈した。

## 敗北後
林爽文は捕らえられ、身柄を北京に移送される。そこで凌遅刑に処せられ無残な最期を遂げたとされる。一方、荘大田も討伐軍に捕らえられ、彼は台湾で殺され、首を北京に送られたとされる。
また、この林爽文事件は乾隆帝の、十全武功の一つに数えられる。